# Порядок, законность и справедливость
Порядок, законность и справедливость (болг. Ред, законност и справедливост, сокращённо РЗС) — политическая партия в Болгарии. Придерживается правоцентристской ориентации. На выборах 2009 года в Народное собрание Болгарии получила восемь мест и стала самой маленькой партией, представленной в парламенте.
Партия основана в конце 2005 года, провозгласив главной своей целью борьбу с коррупцией. На президентских выборах 2006 года партия выдвинула кандидатом своего председателя Георгия Маркова. По итогам голосования он набрал 75 478 голосов (2,716 %). В ноябре того же года Марков подал в отставку с поста председателя партии. Исполняющим обязанности председателя был назначен Яне Янев.
На местных выборах 2007 в Варне поддержала Марешкого Веселина (основателя партии Воля в 2016 году), набравшего 13 % голосов
На выборах в Европарламент 2007 года блок набрал около 0,47 % голосов и не получил депутатских мест. Также неудачными для партии были выборы в Европарламент 2009 года (4,7 %).
Через месяц после выборов в Европарламент партия приняла участие в выборах в Народное собрание 2009 года. Её список возглавлял Атанас Семов, профессор права в Софийском университете. Партия выступала за формирование устойчивой правоцентристской коалиции с целью исключения из правительства Болгарской социалистической партии, за борьбу с коррупцией, обязательное образование до 16 лет, а также за отказ от этнического национализма в политике. На выборах партия получила 4,13 % голосов избирателей, что выше установленного законом четырёхпроцентного порога. Это дало ей возможность знять десять мест в парламенте. Партия поддержала сформированное по итогам выборов правоцентристское правительство Бойко Борисова. Один из парламентариев, Марио Тагарински, вышел из партии 9 декабря 2009 года, оставив партию ниже порога в 10 депутатов, необходимого для возможности формирования парламентской фракции. Ещё один депутат, Димитр Чукарски, вышел из партии 11 марта 2010 года.